# Ditrichum colijnii
Ditrichum colijnii là một loài rêu trong họ Ditrichaceae. Loài này được Dixon mô tả khoa học đầu tiên năm 1943.